# Paul Émile de Puydt
Paul Émile de Puydt (n. 6 martie 1810, Mons, Valonia, Belgia – d. 20 mai 1891, Mons, Valonia, Belgia) a fost o personalitate belgiană cu mai multe talente.
A publicat multe lucrări ca botanist, ca economist și ca scriitor.
Ca botanist, a scris în mod special despre orhidee.
1. 1 2 3 4 5   https://gw.geneanet.org/randaph?lang=fr&p=paul+emile&n=de+puydt Lipsește sau este vid: |title= (ajutor)